# 吉林制药
吉林制药股份有限公司 （深交所：000545）是中国深圳证券交易所的一家上市公司，主营业务范围为医药制造业。
2011年，该公司主营业务收入为94723587.11元，公司净利润为-5560328.35元，公司总资产为195528005.09元。